# Zemo Dzaguina
Zemo Dzaguina (en georgiano: ზემო ძაღინა; en osetio: Уæллаг Дзагъина; en ruso: Верхняя Дзагина) fue una aldea que pertenece a la parcialmente reconocida República de Osetia del Sur, parte del distrito de Znaur, aunque de iure pertenece al municipio de Tighvi de la región de Iberia Interior de Georgia.

## Geografía
Zemo Dzaguina está situada en la orilla del río Shua Froni, a 5,5 kilómetros de Kornisi. 

## Historia
De 1922 a 1990, formó parte del distrito de Znaur del óblast autónomo de Osetia del Sur. De 1990 a 2006, formó parte del raión de Kareli y, desde 2006, forma parte del municipio de Tighva. Las autoridades osetias juntaron el pueblo de Zemo Dzaguina a Kvemo Dzaguina, llamándolo Dzaguina.

## Demografía
Según el censo soviético de 1959, la mayoría de la población local eran osetios.